# コンレール

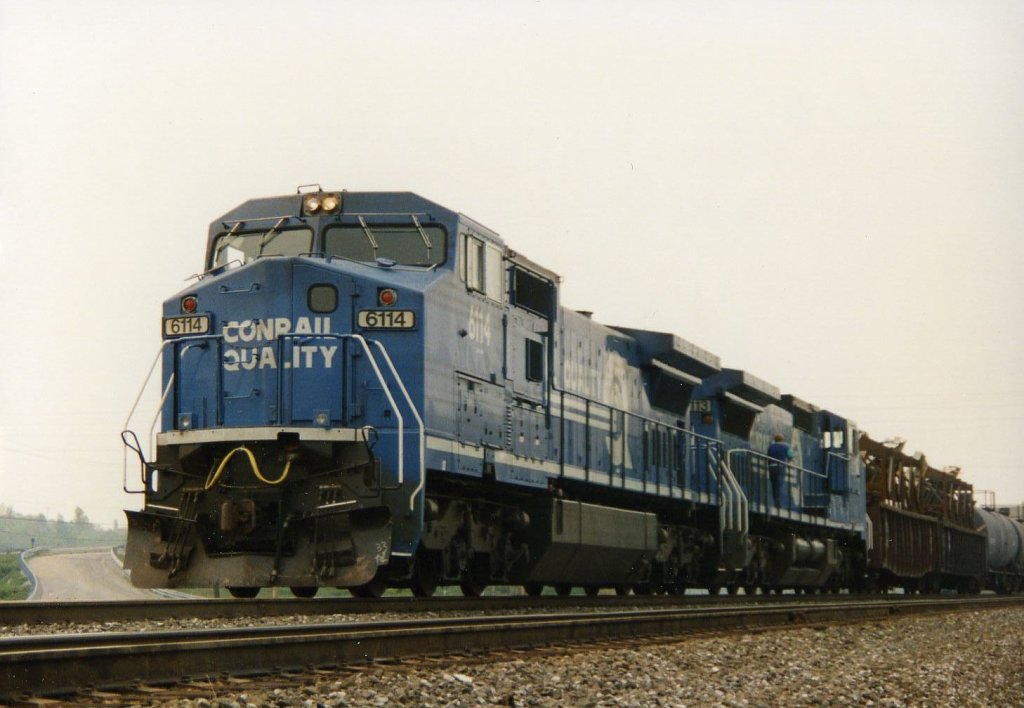
コンレール6114号機、GEダッシュ8-40CW

コンレールは、かつてアメリカに存在していた一級鉄道である。正式にはConsolidated Rail Corporation、すなわち「統合鉄道公社」といい、1976年4月1日に財政的に行き詰まっていた北東部の鉄道会社数社を引き継いで設立された、連邦政府が出資するアメリカの鉄道会社である。略称はCR。
1999年にノーフォーク・サザン鉄道（N&S）、CSXトランスポーテーション（CSX）と、コンレールの一部機能を引き継ぐコンレール・シェアード・アセッツ・オペレーションズ（CSAO）に分割吸収された。

## 歴史

### 前史（1973年 - 1976年）
1970年をはさんだ前後数年間、アメリカの鉄道輸送は急激に崩壊していった。
1968年にニューヨーク・セントラル鉄道（NYC）とペンシルバニア鉄道（PRR）が合併し、さらに翌年にはニューヨーク・ニューヘイブン・アンド・ハートフォード鉄道（NH）がそこに合併してできた大規模な鉄道会社ペン・セントラル鉄道（PC）も、1970年6月21日に破産を宣言していた。これは、アメリカ史上最大の倒産であった。
長距離旅客輸送はPC破綻により大打撃を被ったため、連邦政府はアムトラックを設立し、対策にあたった。また、PCは政府援助のもと会社更生法の適用を受け、貨物運送に特化した。
1973年半ば、地方裁判所裁判官ジョン・P・フラムは、もしPCが10月1日までに政府の援助を受けられなければ年末までにすべての操業を停止するか倒産する可能性があることを明かした。連邦議会はただちにPCの国有化法案を提出した。国有化に反対していたアメリカ鉄道協会（AAC）は代わりに政府資本の企業体を提案した。
1974年までフラムは会社の舵を取った。リチャード・ニクソン大統領が1973年1月2日に広域鉄道再構築法（Regional Rail Reorganization Act）にサイン。この法律は頭文字をとって3R-Actと呼ばれ、破産した鉄道に暫定的に資金提供をし、AACの計画のもとでコンレールを形づくるというものであった。
3R法により、1974年2月1日、アメリカ鉄道連盟(United States Railway Association、USRA)というコンレールを監督する公社が創設された。破綻した鉄道会社の不採算路線を廃止することに関してはそのまま州間通商委員会より引き継いだ。
ニクソンは、3月18日にカリフォルニア州の保険会社の幹部であるエドワード・G・ジョーダンがUSRAの社長、イースタン航空のアーサー・D・ルイスが4月30日に会長となり、そのほかの組織作りも5月30日までに終わった。り、6月11日に公表された。
3R法のもとで、USRAはコンレールとしてどの路線を残すべきかを決める最終構成案を構築しなければならなかった。一般の鉄道の経営統合と異なり、引き継がれる路線は指定される。その他の路線はアムトラックや州政府、交通事業者に売却しなければならなかった。その計画は1975年7月26日に公表された。残ったのは、PCと下記6社から引き継いだ路線である。
- アナーバー鉄道（AA、1973年破綻）
- エリー・ラッカワナ鉄道（EL、1972年破綻）
- リーハイ・バレー鉄道（LV、1970年破綻）
- レディング鉄道（RDG、1971年破綻）
- セントラル・レールロード・オブ・ニュージャージー（CNJ、1976年破綻）
- リーハイ・アンド・ハドソン・リバー鉄道（L&HR、1970年破綻）

11月9日には連邦議会に承認され、翌1976年2月5日、ジェラルド・R・フォード大統領はこの最終プランを含む鉄道再生・規制緩和法（Railroad Revitalization and Regulatory Reform Act）にサインし、法は成立した。
ELは1960年にエリー鉄道とデラウェア・ラッカワナ・アンド・ウェスタン鉄道が合併してできた鉄道であるが、ほかの鉄道よりも財務状況はよかった。そのため、法77条により、1977年4月30日をもって再建されることになっていたが、1975年1月9日、終わりの見えない損失が予想されたことにより役員たちはコンレールとの統合を再検討し、統合の道を選んだ。

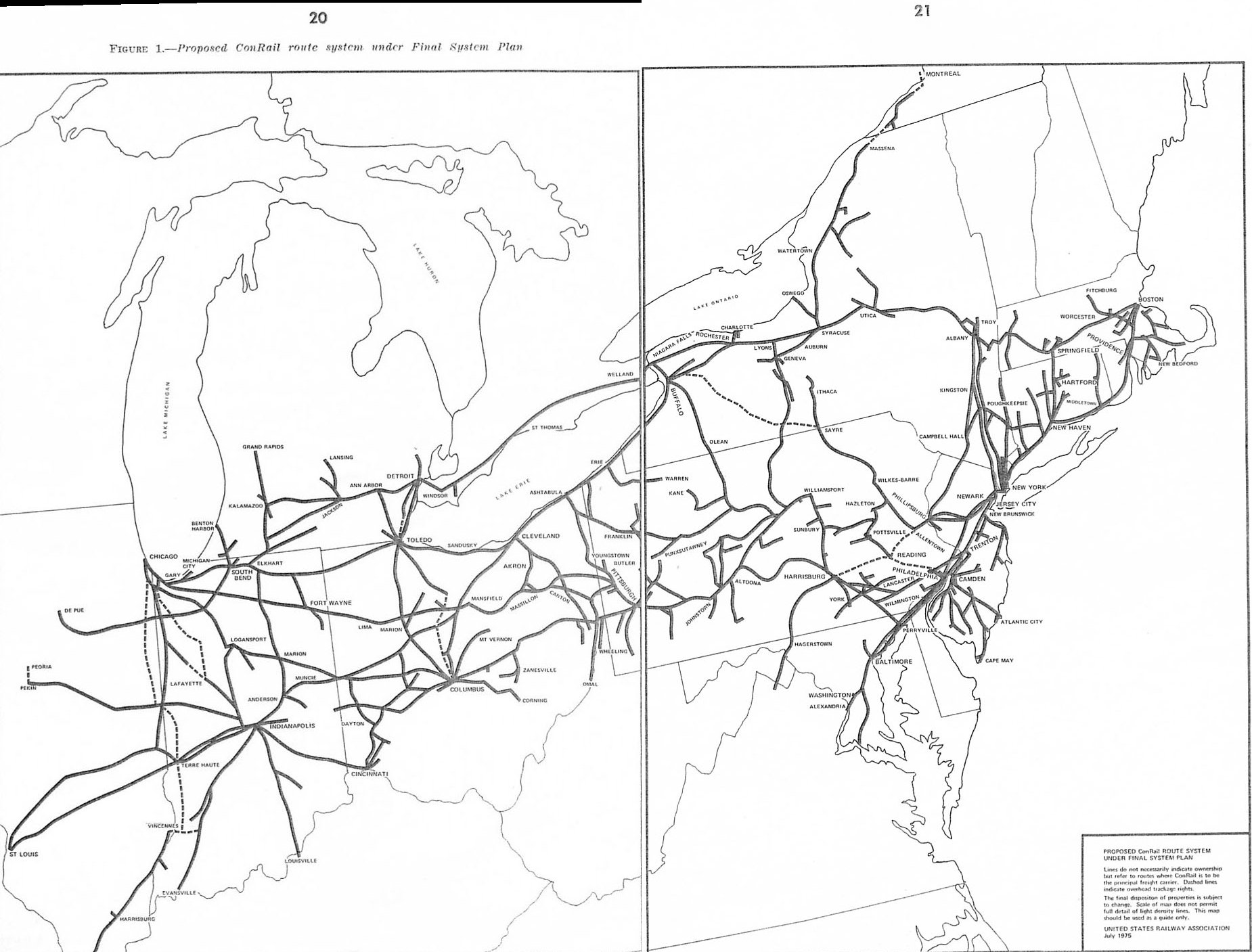
1975年の最終プランでコンレールが引き継ぐことになったELとRDG以外の路線図

最終構成案では、ELの大部分を占めるニュージャージー州北西部からオハイオの北東をチェシー・システムに売却することにした。しかし、チェシー・システムはELの労働組合との折り合いがつかず、1976年2月、ELの部分購入断念を宣言。USRAは、フィラデルフィア、ペンシルベニア、ワシントンD.C.で多くの路線が競合するデラウェア・アンド・ハドソン鉄道に引き継いでもらおうと急いだ。
他方、ミシガン州はその南部の路線のみをコンレールが引き継ぐ予定にしていたAAを全線維持することを決定。ミシガン州はAAを購入し、コンレールに運営を委託。数年後、AAはショート・ラインとして売却された。

### 巨大なシステムが利益体質を生み出す（1976年 - 1997年）
コンレールは1974年10月25日、デラウェア州で設立された。デラウェア州は、法人に有利な州法を持ち、大企業が多く登記する州である。1976年4月1日に事業開始。サービスを進めることで投資を促し、経営基盤を安定させることを目指した。
最初の7年間は、コンレールは議会からの多大な融資があったにもかかわらず、多大な損失を計上した。
コンレールは、1976年から1982年までの期間にネットワークの運営で22億ドルの損失が出た結果、連邦税還付に莫大な損失があったと公表した。連邦議会は北東鉄道サービス法（the Northeast Rail Service Act of 1981、NERSA）を作り、政府はコンレールに対して州税を免除し、運輸長官には債務の利子に手を加えるように要請することで3R法を改正し、コンレールを再び援助することとした。
北東鉄道サービス法が施行されてから、コンレールの経営は改善し、1983年から1986年までの間は年間200万ドルから3億1400万ドルの課税所得を計上することができた。
もっとも、政府の多大な援助は深刻な荒廃状態にあった鉄道インフラや車両の整備に向けられた。それらは破綻した6つの鉄道から引き継いだものであり、路盤、機関車、貨車の疲弊は日に増していった。基本的な経済規制があるため、1日あたり100万ドルの損失を計上し続けた。
そこで、経済的な規制の緩和が必要だという認識のもとで、コンレールは政府に働きかけ、スタガーズ鉄道法（鉄道輸送改革法とも。the Staggers Rail Act of 1980)を成立させた。この法律は鉄道輸送に関しての参入、料金、路線の改廃に関する規制や合併に関する規制を撤廃し、鉄道の振興を図るものである。これによってコンレールをはじめとする鉄道は料金の引き上げや不採算路線の撤廃などによって、利益体質となり、財政面でも強化された。
その結果、コンレールはサザン鉄道のCEOだったL・スタンリー・クレーンの主導による経営改革の成果もあり、1981年には黒字に転換した。
コンレールは、引き継いだ鉄道の通勤列車の運行もしていたが、1981年にの北東鉄道サービス法により、1983年までにボストン - ニューヨーク - ワシントンD.C.を結ぶ北東回廊線の通勤列車の運行は州または都市の交通局へと切り離すことに成功。MARC以外は各交通局が列車を運行する路線と公用地を購入し、コンレール自身は貨物専業となり、通行料を支払うことにした。
そうして経営を回復したコンレールだったが、議会で相当な議論が重ねられたのち、ロナルド・レーガン大統領の政権下で1986年10月21日にコンレール民営化法（the Conrail Privatization Act of 1986）が成立。翌1987年3月には米国史上最大の株式公開が行われ、コンレールは総額19億ドルで市場に売却された。

### 解体と資産共有（1997年 - 1999年）
コンレールの成功を受けて、コンレールと競合するふたつの鉄道会社、CSXトランスポーテーションとノーフォーク・サザン鉄道（NS）がコンレールの買収合戦を開始した。しかし、1997年、CSXとNSは共同でコンレールを買収し、資産を分け合うことで合意。米国州間通商委員会（ICC）を引き継いだ陸上運輸委員会（STB）の承認を受け、1998年8月22日、NSはコンレールの資産の58％と約6000マイルの路線を、CSXは42％の資産と約3600マイルの路線を取得した。
それらの路線はコンレールの子会社として新たに設立されたふたつのLLCであるニューヨーク・セントラル・ライン（NYC、旧ニューヨーク・セントラル鉄道の路線を引き継いでいるが、前述のとおり新たに設立されたLLCである）とペンシルバニア・ライン（PRR、旧ペンシルバニア鉄道の路線を引き継いでいるが、新たに設立されたLLC）に引き継がれ、CSXとNSにリースされることになった。伝統あるNYCとPRRのリポーティング・マークはコンレールが引き継いでいたが、路線とともにそれぞれの会社に引き継がれた。NSはCRのマークも取得した。これらの路線は1999年6月1日より両社により運営が開始された。
ノース・ジャージー、サウス・ジャージーとフィラデルフィア、そしてデトロイトといった両鉄道にとって重要な3つの拠点は、どちらかの鉄道が保有すると保有者に有利になりかねないため、CSXとNSが共有するCSAOが引き続き運営することになった。CSAOは、鉄道や輸送サービスが競争原理のない状態にならないよう注意するために連邦法により作られたものである。
そして4つめのCSAO管轄の拠点となったのが、以前ペンシルベニア州南西のマノンガヘイラ鉄道（MGA）だった部分である。ここはかつてMGA、ボルチモア・アンド・オハイオ鉄道（B&O）、ペンシルバニア鉄道（PRR）、ピッツバーグ・アンド・エリー・レイク鉄道（P&LE）が共有していた場所であった。コンレールはMGAを1993年に買収し、B&O、P&LEの継承者であるCSXに乗り入れさせている。コンレール解体後はこれらの路線はNSが保有しているが、CSXの乗り入れの権利はそのまま続いている。